# 雲のように風のように
『雲のように風のように』（くものようにかぜのように）は、スタジオぴえろ制作のテレビアニメ。
三井不動産販売（現：三井不動産リアルティ）の創立20周年記念事業の一環として制作され、同社の一社提供によるスペシャルアニメとして1990年3月21日（春分の日） 16時から17時30分に日本テレビ系列局で放送された。本編中は全編にわたりノーカット・ノーCMという地上波としては異例の形式で放送された。

## 概要
日本ファンタジーノベル大賞の第1回大賞受賞作品である酒見賢一のデビュー作『後宮小説』が原作。17世紀初頭の中国を思わせる架空の国の王朝を舞台に、新皇帝の妃候補に志願した少女・銀河が、さまざまな陰謀が渦巻く宮廷で辿る数奇な運命を描いた作品。
総監督に『科学忍者隊ガッチャマン』『ニルスのふしぎな旅』などを監督した鳥海永行、脚本には世界名作劇場シリーズで多くの作品を手掛けた宮崎晃など、アニメ界の著名なスタッフが原作小説の世界を映像化している。また制作には『魔女の宅急便』などのキャラクターデザインを手掛けた近藤勝也を筆頭に当時のスタジオジブリ作品に関わったスタッフが多数参加しており、放送当時、ジブリを彷彿とさせる特徴的なビジュアルが話題となった。
アニメ化にあたっては、幅広い年齢層が視聴することを考慮して、登場人物の設定の変更やエピソードや描写の一部省略が行われている。
出演は主人公・銀河の声に女優の佐野量子、皇帝コリューンに歌舞伎役者の市川笑也、反乱のきっかけとなる渾沌に『仮面ライダー』の立花藤兵衛役や『ウルトラマン』のムラマツ隊長役で知られる小林昭二など。また、佐野量子は主題歌も担当した。ナレーションは中村正が務める。

## あらすじ
物語は広大な大草原の古代中国を思わせる朽ちた廃城からはじまる。そこはかつて、素乾国の都であった。時は在りし日の素乾国の時代に遡る。
腹英34年（1607年）、第17代皇帝が急死した。次に玉座が埋まるまで、宮廷内は官吏や皇太后の陰謀がいよいよ渦巻く。亡き先帝の后・琴皇太后は私欲のため皇太子の暗殺を企て、宦官たちは私利のため新皇帝の後宮（皇妃）を用意しようと宮女狩りを決定した。
宮女狩りとは、宦官が全国各地に赴き、皇妃候補となる妙齢の娘を宮廷に連れ帰ること。緒陀県（おだけん）という地方にも、宮女募集のお触れが立った。陶器職人の一人娘・銀河は、町で噂となっていた宮女の待遇が「三食昼寝付き」で学問もできることに惹かれ、宮女に応募する。彼女は宦官の真野に連れられ、故郷を後にして、都を目指す。その奔放さは彼女に素質を見出した真野も手を焼くほどであったが、渾沌と平勝率いる義侠団の護衛を受けてなんとか都に到着する。
初めて目にする都の賑わい、そびえる素乾城。銀河は後宮に続く長いトンネル「たると」の中でコリューンという人物に出会う。宮女の寄宿舎「娥舎（がしゃ）」では貴族出身でプライドが高いセシャーミン、無表情で寡黙な才女江葉、武術に秀でた謎の美女タミューンと同室になる。やがて銀河たちは後宮の女大学で老学者カクートに学ぶ。コリューンは時たま夜の後宮に姿を見せるが何者かに命を狙われており、居合わせた銀河と、実はコリューンの姉だったタミューンに助けられる。
6か月の授業と卒業試験の末、銀河は特段優秀だった訳でもないのに皇帝の第一夫人に選ばれ、銀正妃となった。しかし、夢が叶った後には、顔も知らない皇帝との結婚が待っていることに気づき、自分の立場を憂う。ところが、銀河と対面した新皇帝は、コリューンであった。銀河が女性と思っていた人物は、実は男性で、義母である琴皇太后に命を狙われ、国内での反乱の勃発に苦悩していた。そんな折に出会った銀河の人柄を見込み、自ら正妃に選んだのだという。
反乱軍を率いていたのは、出世してイリューダと名を変えた平勝と、国政に不満を抱いていた渾沌だった。世直しと称しつつも退屈しのぎに始めた反乱だったが、反乱軍は日に日に兵士の数と勢いを増していき、3万5千の兵を集め、馬僚関（ばりょうかん）を陥落させ、皇太后の策略も仇となって遂にコリューンの頼みの綱であった北磐関（ほくばんかん）をも攻め落としてしまった。さらには、都北の総大将の陵林までも逃亡。ほとんどの役人や街の金持ちは、朝廷への進軍を止められぬ皇帝を見限り、都を去っていく。
とうとう反乱軍が素乾城に攻め入る。後宮では銀河が発起人となり、宮女と宦官で「後宮軍」を結成。後宮軍は後宮に立て篭もり、女を求めて侵入をこころみる反乱軍と戦闘を開始する。大砲で反乱軍をたるとごと吹き飛ばしたり、鉄砲、投石機などを使って兵士たちを遠ざけ、タミューンも武術を活かして多数の敵兵相手に戦う。後宮軍の抵抗は反乱軍を手こずらせるも多勢に無勢。タミューンは隙を突かれて槍や矛で突き刺されて戦死し、戦い慣れていない女たちも疲弊していく。見かねたコリューンは反乱を終結させるために投降するが、女を諦める気など無いイリューダは攻撃を止めさせることはなく、ただコリューンが敵の手に落ちてしまうだけの結果に。それを真野から伝え聴いた銀河は短銃を手に、単身敵陣へ乗り込む。しかし、対面できたのはイリューダではなく、渾沌だった。幸いにも渾沌が銀河のことを覚えており、また渾沌自身も調子付いたイリューダとは意見の相違から決別していたため、銀河は渾沌の案内で馬小屋に監禁されていたコリューンと再会。短い逢瀬のあと、銀河はコリューンに短銃を渡して馬小屋を出るが、その直後、皇帝としての責任を優先したコリューンは銀河から手渡された短銃で自害する。
銀河は必死で命乞いする渾沌に短銃を突き付け、イリューダ将軍に後宮の解放を要求する。これはイリューダ率いる反乱軍から離反した渾沌と銀河による狂言だったが、イリューダはそれに気付きながらも渾沌とのこれまでの長い付き合いに鑑み、要求を受諾。銀河たちは解放され、各々の故郷に帰れることになった。
イリューダは新しい王朝「新周」の初代皇帝となったがやはり皇帝の器ではなく、新王朝を繁栄させることが出来ずわずか3年の栄華で玉座を追われ、故郷の瓜祭村で刑死する。その後国は乱れ、各地で群雄割拠の乱世が続く。その乱世を統一した人物こそが、馬小屋でのたった一度の契りで身籠った銀河とコリューンの息子、黒耀樹であった。黒耀樹は天下統一の一大事業を成し遂げ、1638年、新王朝「乾朝」を建国し、その初代皇帝・神武帝として即位した。一方、その母である銀河の行方は定かではないが、関係者は口を揃えていつまでも若々しく溌剌としていたと証言している。

## 登場人物

### 新皇帝側
銀河（ギンガ）
声 - 佐野量子
主人公。片田舎「緒陀県」に住む平民の少女。14歳。母を亡くし陶匠の父と暮していたが「三食昼寝付き」の言葉につられて、皇帝の后候補となる。渾沌に「可愛いと言えば可愛い」と評される程度でお世辞にも美人とはいえなかったが、物怖じしない天衣無縫の性格で宮女たちのリーダー的存在になる。女大学では向学心旺盛だがまあまあの成績。カクート先生とコリューンの協議によって形式的に正妃に選ばれた。
反乱軍から後宮を守るため、他の宮女たちと共に奮闘するが、コリューンが降伏したことを知ると自らの命を盾にしてイリューダ（旧名：平勝）に会いに行く。馬小屋に幽閉されたコリューンが折を見て殺害される見通しであることを渾沌に聞かされ、最後の接見となるかもしれぬと覚悟し、渾沌に案内されて馬小屋でコリューンと再会。馬小屋で彼と初めて結ばれ、その一度限りの契りで身籠り、その息子・黒耀樹は新周の次の王朝・乾朝の初代皇帝「神武帝」となる。銀河自身のその後の人生は様々な伝説が残りつつも詳細は不明だが、生涯にわたって少女時代の心を忘れぬ溌剌とした人生だったことが語られる。
銀河を演じた佐野は、1990年8月11日深夜（8月12日未明）放送のラジオ番組、『佐野量子 夢色のポケット（バーディ企画制作、STVラジオ）』のリクエストコーナー「もっと量子コーナー」でテーマソング『雲のように風のように』がリクエストされた際に、「すごく銀河ちゃんのことが好きになった」とコメントしている。
コリューン（双槐樹）
声 - 市川笑也
たるとの中で銀河が出会った青年。17歳。その正体は素乾国の皇太子であり、次期皇帝。丁度、宮女候補生の研修が始まる頃に第18代皇帝に即位する。男性だがその風貌から銀河には当初は宮女候補生の女性だと思われていた。先帝の側室の子であるため、先帝の正妃（正妻）である琴皇太后は義理の母である。琴皇太后は実子、平徹を皇帝にするため、コリューンの暗殺を企てていた。そのため、琴皇太后から身を守るため、政務外では後宮に身を隠す。そこで出逢った銀河を信頼できる人物と見込み、カクート先生と相談した上で正妃に選ぶ。
その後はしばらく後宮で銀河と過ごす日々を送るが、反乱軍が北磐関を陥落させたことを機に宮中で軍の指揮に専念する。しかし反乱軍の勢いは止められず、自身の志とは裏腹に腐敗した官吏らや総大将にすらも逃げられて国は瓦解し、無力感に苛まれる。落城の際、後宮の女たちを救うため自ら投降するが、聞き入れられず、イリューダによって処刑までの間として馬小屋に幽閉される。その後、決死の覚悟で馬小屋を訪ねた銀河と最初で最後の契りを結ぶ。銀河から生きるためにと短銃を託されるが、自らの無力感を悲観する気持ちは変わらず、皇帝として責任を取る形で直後にその短銃で自害する。
セシャーミン（世沙明）
声 - 麻上洋子
娥舎（女大学の寮。4人一部屋）での銀河のルームメイト。貴族出身でプライドが高く、初対面の銀河に高飛車な態度をとる。一方、続くルームメイトが江葉に玉遥樹と変わり者ばかりで「やってく自信がない」と嘆いていた。当初は平民と見下す銀河に名乗らなかったため、表記から銀河に「せさめ」と呼ばれていた。部屋の鏡台を独占し、自慢の美しい髪をいつも梳いているが、玉遥樹に「そなた、そんなに四六時中、髪を梳かしているとそのうちハゲてくるぞ」と言われてしまった。女大学在学中は菊凶のファンの一人だった。自身が正妃に相応しい気品の持ち主だと豪語していたが、実際には「嬪妃（第四夫人）」となり、いつも見下していた銀河が正妃に選ばれたことに憤っていた。後宮軍では銃を手に奮闘し、真野に「嬪妃様」と言われた際は「嬪妃も正妃も関係ないでしょ！」と言い返した。後宮脱出後は最後まで銀河と同じ馬車に乗っていた。
江葉（コウヨウ）
声 - 井上瑤
娥舎での銀河のルームメイト。茅南州出身であることを本人が語っているが、それ以外のことについては主要人物となるルームメイト4人の中で具体的な出自が劇中で明かされていない唯一の人物である。異国風の少女で、頭脳明晰で冷静、美人だが無表情で無口であり、靴を脱ぎ散らかしたり授業後に大欠伸をするなど、ずぼらな面がある。娥舎においても「ノックをして開けて貰わないと部屋に入れない」という故郷の風習に律義に従っている。娥舎では煙管を吸っている。官職は「才人（第七夫人）」。世沙明が「一番」と認めるほど頭がよく、学識の高さは候補生の中でも随一。後宮軍においては軍師のような役目に就き、兵器の扱いに関する書物を読みながら砲撃などの指揮を執った。世沙明同様、後宮脱出後は最後まで銀河と同じ馬車に乗っていた。
タミューン（玉遥樹）
声 - 高畑淳子
娥舎での銀河のルームメイト。両端に刃の附いた2本の小刀を持ち、挨拶代わりに舞いを踊る変わり者な一方、どこか達観した物言いをする。ときどき単独行動を取り、外出が禁じられている夜間においてもよく姿を消す。
実はコリューンの姉で、彼の身を案じて娥舎にもぐりこんでいた。皇帝の実姉であるため、女大学を卒業しても皇帝の妃としての官職就任の対象外となっている。2本の小刀や矛を遣って複数の男性兵士を相手に大立廻りで戦うなど、劇中に登場する女性の中では最強の戦闘能力を持つ。銀河がコリューンと既に面識が在ることを知り、銀河にだけ自分がコリューンの実姉であることを明かしており、銀河とは早期から信頼を以て打ち解けている。正妃になった銀河とコリューンを守るため、彼女は隣の部屋に住み、何かあれば声をかけるようにとアドバイスをしていた。後宮軍では前述の通り奮戦するものの、決して戦い慣れているわけではないため、スタミナを落として息を切らしている隙を突かれて反乱軍の兵士数人から同時に矛や槍などで刺されて戦死する。原作のように弟に恋慕の感情を抱いたり銀河に嫉妬する描写は無い。
セト・カクート（瀬戸角人）
声 - 田村錦人
後宮の女大学の先生。教壇に躓いたり咳払いでむせてしまったりとどこか頼りないが、宦官によると素乾国一の学者で、膨大な量の本を読みそれとほぼ同数の本を書いた。コリューンの相談役にもなる。男と女の哲学について50年研究し続けてきた。銀河が正妃になったあと、弟子の菊凶が皇太后と結びついたことを知り、破門した。銀河たちが後宮軍を立ち上げる際には、「後宮を宮女たちで守ろうというのは自分の哲学と一致する。後宮は即ち国の子宮」として賛同する一方、兵法を学んでいなかったため、彼女たちに戦い方を教えることはできなかったが、先の皇帝・腹宗が道楽で各国から武器を買い集めていたことと、その武器を利用すれば大きな戦力となることを教えた。後宮解放の際、銀河たちと馬車に乗って後宮を去る。
真野（マノ）
声 - 北村弘一
出身地である緒陀県から銀河を連れ帰った宦官。正妃となる人材を見つけた功績で出世する事を夢見る。銀河を長年の経験と勘から「泥つき大根」だが磨けば光ると信じ、宮女として都に連れていく。道中、礼儀作法とは無縁の銀河に最低限の教育を施すも、彼女のあまりの奔放ぶりに自信を失いかけたほど。しかし銀河が正妃になった時は一番喜び、理想の未来に笑いを隠せなかった。銀河が正妃に選出されて以降も「銀河」と呼び捨てで呼んでいる。反乱軍との戦いでは、フリントロック式マスケット銃の弾込めを担当。宮女たちに良いように扱き使われ、「なんでこんなことをせねばならんのだ」と愚痴をこぼしていた。原作と異なり、反乱軍に殺されることも無く最後は銀河たちと馬車に乗って後宮を去る。
亥野（イノ）
声 - 秋元羊介
素乾城にやってきた銀河を娥舎に案内したり、女大学に入学した女性たちにカクート先生を紹介するなど、主に案内役を務める宦官。銀河に「（追放処分にならず）良かったじゃないか」と温かい言葉を掛けるなど、温厚な性格。後宮軍では江葉と共に砲撃の調整を行なっていた。
老女
声 - 京田尚子
たるとの案内婆。宮女候補生の手を引いて後宮まで案内する。「案内婆はたるとの中では一切口をきいてはならない」というしきたりで、一言も発さず銀河を案内していたが、それを知らない銀河はたるとの中で騒いだ上に老女の手をつねったため、彼女の手をつねり返した。実は饒舌で、たるとを出るや否や、罵りとも激励とも取れるマシンガントークで銀河を圧倒した。後宮軍に参加し銃で応戦しており、女を求める反乱軍兵士の前に現れて後退りさせている。後宮解放の際、銀河たちと馬車に乗って後宮を去る。
飛令郭（ヒレイカク）
声 - 峰恵研
新皇帝側の重臣。琴皇太后には「喰えない狸」と評されている。皇帝崩御に伴い、急ぎ皇太子を新皇帝として擁立するべく即位式を早め、宮女狩りを指示した。しかし、いざ反乱軍が都に迫り、総大将も逃亡する否やコリューンに亡命を勧め、他の官吏共々城から逃げ去った。
王斉美（オウサイビ）
朝廷でコリューンが頼りにしている将軍。劇中には直接は登場しない。反乱軍の進撃に伴い、頼みの綱である北磐関防衛の総司令官としてコリューンに派遣された。しかし反乱軍到達前に琴皇太后の謀略によって暗殺され、難攻不落とされていた北磐関は呆気なく陥落した。原作のように渾沌は直接は対面していないがその渾沌曰く、清廉潔白な軍略家であり、そのような人物を敵を目前に暗殺した琴皇太后は「よっぽどの腹黒」だと評された。
黒耀樹（コクヨウジュ）
銀河とコリューンの息子。劇中では誕生しておらず、成長した後に乱世を平定し、新王朝「乾朝」の初代皇帝：神武帝に即位して国を復興することが後日談としてナレーションによって語られる。

### 皇太后側
琴皇太后（キン皇太后）
声 - 谷育子
先帝の正妃。飛令郭を中心とする、対立する重臣に「女狐」呼ばわりされるほどの策謀家で、先の皇后の死に関わっていたという噂もある。幼い実の息子・平徹を皇帝にするべくコリューンの命を狙う。腹心の部下である栖斗野を使ってコリューンの隠れ場所を調べさせるシーンもある。反乱軍に新皇帝を討ってもらおうと画策し、王斉美を暗殺させて北磐関を難無く落とさせ、菊凶を使ってイリューダに和平交渉を申し出るもそのやり方を渾沌に「腹黒」と一蹴されて失敗。結局、私欲のための謀略も自身の首を締めるだけに終わり、反乱軍が城内に攻め込む中、コリューンに平徹を連れて逃げるように告げられるも既に平徹とともに服毒自殺していた。
菊凶（キッキョウ）
声 - 三ツ矢雄二
カクートの助手。女大学では政治学と運動を担当。艶かしい容貌（いわゆるオカマで言葉遣いにもそれが表れている）で、宮女候補生から人気を集めるが、外見とは裏腹にかなりの野心家。琴皇太后と結託してコリューン暗殺計画に関わっていた。後にそれが発覚してカクートに破門にされるが、以降も王斉美将軍暗殺などに関わる。反乱軍が素乾城に迫ると琴皇太后の使者として反乱軍との和平交渉を実行する。しかし、琴皇太后が謀って王斉美将軍を暗殺したことと、自身もそれに一枚噛んでいたことを伝えたところ、渾沌が部下（隊長）に首を刎ねるように宣告する。命乞いも虚しく足蹴にされ、喚きながら表に連れ出される場面が最後の出番となる。渾沌には「下衆」と吐き捨てられ、イリューダには「（刎ねた首を）塩漬けにして皇太后に届けてやれ」とまで言われていた。
栖斗野（セイトノ）
声 - 水鳥鉄夫
皇太后の腹心。後に大臣になっている。皇太后の命令でコリューンの居場所を探り、暗殺者を差し向けた。反乱軍侵攻の際には北磐関を防衛していた王斉美を暗殺させている。
平徹（ヘイテツ）
琴皇太后の息子。まだ11歳の子供だが、皇太后は彼を皇帝に擁立すべくコリューンの暗殺や反乱軍との和平交渉に動いていた。しかしそれらは全て失敗し、反乱軍が城内に攻め込むと皇太后と共に毒を飲み、コリューンが気付いたときには母に抱かれながら息絶えていた。作中では1カットのみの登場で台詞も無い。原作と違って平菊は存在しないため、作中では平菊の役割も兼ねている。

### 反乱軍
イリューダ（幻影達）
声 - 福田信昭
渾沌の義兄弟の弟分。当初は平勝（ヘイショウ）という名前で渾沌と共に銀河一行を安全に護衛するなど、用心棒のような仕事をしていた。銀河曰く「図体ばっかしでかい人」。山賊狩りの縁で後に出身地の官職に就き、嫁も貰ったのを機に名を「平勝」から「イリューダ」に改名するが、接待続きの退屈な仕事と安穏な生活に飽きて渾沌と共に反乱を企て、反乱軍の将軍になる。イリューダ（幻影達）の名前の由来は、「幻でもいいから夢を追い掛けたい」という意志の表れによるもの。
退屈しのぎの遊びで始めた戦争だったが、いつしか本気で玉座を望むようになる。このことで渾沌と意見が分かれ、渾沌が反乱軍から事実上離反することになるが、渾沌は兄貴分で頭が上がらない存在であり、長年の付き合いによる義理感情もあり、渾沌を殺されたくなければ後宮の女らを解放せよという銀河と渾沌の芝居に気付きつつ、泣く泣く同意する。
最終的に念願叶って「新周」を建国し、初代皇帝となるが、渾沌曰く「皇帝になるには器量が必要」であり、器量面で劣るだけでなく、統率の才能や人望の無さが災いし、わずか3年の栄華で幕を閉じ、故郷の瓜祭村に戻った末に刑死する。後宮の女たちが去る際には「あいつらみんな前の皇帝のものじゃねえか」「俺は俺で新しいピチピチしたギャルを集めてやる」と喚いて新たに宮女狩りを行おうとしたが、それが功を奏することは無かったようである。
渾沌（コントン）
声 - 小林昭二
イリューダの義兄弟の兄貴分。当初は報酬次第で用心棒も務める荒くれ者であり、真野の依頼を受けて銀河一行を護衛した。その後は官職に就いたイリューダに同行する形で県知事の家に居候していたが、そこで情勢に関する様々な情報を得た事と元より国政に少なからず不満を抱いていた事が重なり、読書にも飽きたとイリューダに挙兵をもちかける。頭がよく、反乱軍では参謀役を務めるが、反乱軍が女を求めて後宮を攻め落とそうとすると「潮時だ」と言って反乱に終止符を打とうとする。しかし調子に乗ったイリューダと意見が合わなく、離反する。一人乗り込んできた銀河と再会し、コリューンと引き合わせた。その後、自害したコリューンに駆け寄って泣き叫ぶ銀河の姿から、罪滅ぼしのために後宮の女たちを逃がすことを決意。銀河と一芝居打ってイリューダを説得した。
結果的には、渾沌が挙兵を持ちかけたことが素乾国滅亡の切っ掛けとなり、同時に玉座を望むようになったイリューダとも袂を分かち、銀河とコリューンの仲をも引き裂くことになってしまった。それを「ふわふわした雲に男の夢を託したのが間違っていた」と後悔していた。

### その他
- その他：伊井篤史、塚田正昭、片岡富枝、篠原あけみ、矢島晶子、中沢みどり、佐原夏子
- ナレーション：中村正

## 用語解説
素乾国（そかんこく）
実在しない架空の帝国。数百年にわたってコリューンの先祖が代々治めてきた。地方行政区画として「県（銀河と真野の出身地は緒陀県）」や「州（江葉の出身地は茅南州）」が劇中に出てくるが、県と州の差異などの詳しい説明はない。朝廷は渾沌とイリューダの反乱によって滅亡し、後年には黒耀樹によって新王朝「乾朝」として再興されることになるが、旧素乾城は物語冒頭の時代には朽ち果てた廃城と化していた。
宮女（きゅうじょ）
後宮に住む女のこと。規模は数百から数千人と皇帝によって異なる。第17代皇帝には550人に及ぶ妻達がいたことが、劇中で明かされている。女は貴賤の別なく全国から集められ、研修や試験に合格した者が晴れて宮女、すなわち皇帝の妻と認められる。皇帝が死去すると、皇太后となる正妃以外は後宮を去らねばならず、先代皇帝の崩御の際には皇帝の死を嘆き悲しむ妻、それまでの優雅な暮らしを諦める妻、さっさと帰り支度を始める妻など、様々な女人群像が繰り広げられた。
たると
後宮に上がる者が必ず通る入口。漢字表記は「垂戸」。暗い上に長いトンネルの形をしており、案内婆という老女が宮女候補生の手を引いてたるとの出口まで案内する。多くの人間にとっては気味の悪い場所だが、コリューンは1人になりたい時や考え事をしたい時に役立つ心地よい場所と評している。案内婆によると大概の娘はその長くて暗いトンネルに辟易して通過中に「気の狂わんばかり」になり、中には失神する者もいるというが、どのくらいの長さがあるのかについては劇中での説明はない。進軍してきた反乱軍の兵士たちにも「えらく長い」と評されている。最後は後宮を目指して入り込んだ反乱軍ごと大砲で豪快に吹き飛ばされ、「雷様の通り道」と恐れられた。
女大学（おんなだいがく）
素乾国唯一の女子校。集まった宮女候補生はここで授業を受ける。現実世界のような「大学」とは異なり、学問を学ぶ教育機関というよりも研修施設のような存在であり、開講期間は半年間と短い。皇帝の妻を務めるために必要な知識を学び、健康な子供を産むための運動もする。卒業試験に合格した者は全員が漏れなく皇妃となるが、その内の上位7人には以下のように官職名が付く（ただし、タミューンはコリューンの実姉であるため、上述のように官職就任の対象外となっている）。月に一人は大学を辞め後宮から去っていくと案内婆が語っているが、銀河がカクートに呼び出された時点で既に23人も辞めていたという。
正妃（せいひ）
皇帝の第一夫人に与えられる官職名。就任した女性は銀河。皇帝の正妻であり、現実の世界の日本でいうところの「皇后」に相当する立場。
女大学の卒業試験結果や皇帝と教師の協議などによって宮女の順位は決まるが、劇中ではコリューンとカクートが2人で話し合って銀河に決めたことが説明されている。
后妃（こうひ）
皇帝の第二夫人に与えられる官職名。就任した女性は劇中では明らかにされていない。ただし、劇中には登場しており、オレンジ色の服を着ている。
夫人（ふじん）
皇帝の第三夫人に与えられる官職名。就任した女性は劇中では明らかにされていない。反乱軍との戦闘の際、真野に銃への弾込めを要求した。
嬪妃（ひんひ）
皇帝の第四夫人に与えられる官職名。就任した女性は世沙明。
婕婦（しょうふ）
皇帝の第五夫人に与えられる官職名。就任した女性は劇中では明らかにされていない。
美人（びじん）
皇帝の第六夫人に与えられる官職名。就任した女性は劇中では明らかにされていない。
才人（さいじん）
皇帝の第七夫人に与えられる官職名。就任した女性は江葉。

## 備考
- 朝廷を後にした宮女たちは無数の馬車に分散して乗り、途中で散り散りに別れていき、最終的に銀河に同行する馬車はいなくなる。銀河の乗った馬車には当初、銀河・江葉・世沙明・渾沌・瀬戸角人・真野・亥野・垂戸婆・運転担当宦官（氏名不明）の9人だったが、最後まで乗車しているのは銀河・江葉・世沙明・運転担当宦官の4名のみとなり、渾沌を初めとする他の同乗者は途中で別れており、その後の各位の消息については劇中では語られていない。
- 原作では、渾沌は袂を分けたイリューダに殺される説と地方蜂起軍の建州王杜辺の軍師である喃威（なんい）となり長命であったとの説の二つが史書に記載されているとある。真野は渾沌に殺され、瀬戸角人は銀河の懐妊を見届けた後に病没、江葉は銀河の子である黒耀樹の養育を担当、世沙明は妓楼の女将となっている。
- 原作では、銀河は故郷の緒陀県には戻らず、江葉の故郷である茅南州に行き、そこで江葉と共に生活をしながら2人で黒耀樹を育てることになる。

## スタッフ
- 原作 - 酒見賢一（『後宮小説』）[10]
- 企画 - 務台猛雄（日本テレビ）、嶋村一夫（読売広告社）
- プロデューサー - 堀越徹（日本テレビ）、大野実（読売広告社）、鈴木義瀧（スタジオぴえろ）
- 総監督 - 鳥海永行[10]
- 脚本 - 宮崎晃[10]
- 演出 - 玉野陽美
- 撮影監督 - 小山信夫
- 音響監督 - 水本完
- 編集 - 瀬山武司
- 音楽 - 丸谷晴彦[10]
- キャラクターデザイン・作画監督 - 近藤勝也[10]
- 原画 - 大塚伸治、江村豊秋、遠藤正明、大谷敦子、森友典子、諸橋伸司、才田淳子、川崎博嗣、清水洋、大竹紀子、田辺修、辻繁人、磯光雄、二木真希子、新留俊哉、宮崎なぎさ、山川浩臣、吉野高夫、中田博文、平石素子、寺沢伸介、鶴巻和哉
- 動画 - 西戸スミエ、斉藤喜代子、手島晶子、新田靖成、増田いづみ、浅野宏一、伊藤秀樹、小西賢一、篠崎光司、野田武広、山田憲一
- 動画チェック - 舘野仁美、山田玲子、岡部和美、豊島光子、坂詰かよ
- 動画協力 - アイワークス、アニメトロトロ、アートランド、ブーメラン　スタジオファンタジア、スタジオマーク
- 美術設定 - 池田祐二（スタジオワイエス）
- 美術 - 太田清美、長縄恭子、田中直哉、河野羚、伊奈淳子、崎元直美　桐山成代、上原伸一、吉崎正樹、朴鏞一、番野雅好、久村佳津、石川山子、小関睦夫
- 背景協力 - マッドハウス、あにまる屋、アトリエ・ブーカ、グリーン、アートのあ、テレコム・アニメーションフィルム
- 撮影協力 - E&Gフィルム、虫プロダクション、マッドハウス
- 音響制作 - ザック・プロモーション
- 録音スタジオ - 東京テレビセンター
- 検査 - 三上孝一、及川圭美
- 特殊効果 - 阿部郷
- 効果 - 加藤昭二
- 調整 - 井上秀司
- タイトル - アズスタッフ
- 現像 - 東映化学工業
- エンディング処理 - 西村美智子
- 制作デスク - 福与雅子（日本テレビ）
- 広報 - 鈴木康子（日本テレビ）
- 制作担当 - 押切直之
- 制作進行 - 津野竜之輔、諸澤昌男
- 制作 - 布川ゆうじ
- プロジェクト協力 - 三井不動産販売創立20周年記念事業委員会
- 企画制作 - 日本テレビ
- 製作 - 読売広告社、スタジオぴえろ

## 主題歌
『雲のように風のように』
作詞 - 真名杏樹 / 作曲 - 釘崎哲朗 / 編曲 - 山川恵津子 / 歌 - 佐野量子

## 放送後の展開
本放送の3年後の1993年5月4日に再放送された。1997年8月2日にはテレビ愛知でも再放送されたが初回放送時とは異なり、CMが挿入されての放送だった。また、エンディングが尺の都合上途中からの開始となり、クレジット表示も通常時より早くなっている。
1990年7月15日に新潮社からアニメブック（フィルムコミック）が、1990年にVHSとLD、2002年にDVDがバップから発売された。
2016年、新潮社とギンレイホールのコラボイベント「神楽坂映画祭2016『新潮社から生まれた名作映画たち』」で選ばれた20本の内の一つとして、10月23日に飯田橋ギンレイホールで劇場公開された。なお、このイベントは10月22日から28日までの1週間にわたって企画され、イベント期間中は原則として同じ作品を2回ずつ上映していたが、本作は『雪夫人絵図』『砂の女』とともに1回のみの上映であった。また、選出された20作品の中で唯一のアニメーション作品である。
2017年3月29日、20時よりキッズステーションにて『リマスター版』が放送された。リマスター化にあたってオリジナル原盤であるフィルム素材から新たにテレシネ作業が行われた一方、本放送では1インチCタイプVTRによるステレオだった音声がモノラルの光学音声トラックに差し替えられており、劣化している。本編中は全編ノーカット・ノーCMの放送。
2020年7月1日、19時よりBS12トゥエルビにて放送された。こちらは随時CMが挿入されており、上記の『リマスター版』と同一の映像及び音声ソースを使用している。2020年10月4日よりBS12トゥエルビがアニメ専門番組を『日曜アニメ劇場』の番組名で再新設することとなり、本作が10月25日に再放送された。
2021年1月20日、アニメ化から30周年を迎え、オリジナルネガフィルムをスキャンしたHDリマスター映像でBlu-ray化。音声はステレオマスター素材からデジタル化したリニアPCM 2.0chステレオで収録。発売同日、HDリマスター版とオリジナルサウンドトラック（テーマソングはなし）の配信も決定した。
スタジオぴえろ45周年を記念し、2024年12月27日午後20時から2025年1月5日午後23時59分までの間、期間限定としてスタジオぴえろのYouTubeチャンネルで同作品の無料配信を行った。

## 関連商品

### 映像商品
| タイトル             | 発売日        | 規格 | 規格品番   | レーベル | 備考                   |
| -------------------- | ------------- | ---- | ---------- | -------- | ---------------------- |
| 雲のように風のように | 1990年9月5日  | VHS  | VPVY-62279 | VAP      |                        |
| 雲のように風のように | 1990年9月5日  | LD   | VPLY-70126 | VAP      |                        |
| 雲のように風のように | 2002年6月21日 | DVD  | VPBY-11202 | VAP      |                        |
| 雲のように風のように | 2021年1月20日 | BD   | VPXY-71840 | VAP      | HDリマスター版を収録。 |

### 書籍
- 酒見賢一『後宮小説』新潮社、1989年12月。ISBN 978-4-1037-5101-4。
- 酒見賢一『後宮小説』新潮社〈新潮文庫〉、1993年4月25日。ISBN 978-4-1012-8111-7。
- 『雲のように風のように アニメブック』新潮社〈ANIMEBOOK（フィルムコミック）〉、1990年7月。ISBN 978-4-1037-5102-1。